# Tarbes Pyrénées Rugby
Tarbes Pyrénées Rugby ist eine Rugby-Union-Mannschaft in französischen Stadt Tarbes im Département Hautes-Pyrénées. Diese ist in der dritthöchsten Liga Nationale vertreten und trägt ihre Heimspiele im Stade Maurice-Trélut aus. Die Gründung erfolgte im August 2000, als sich Stadoceste Tarbais und CA Lannemezan zusammenschlossen, um eine gemeinsame Profi-Mannschaft zu bilden.

## Geschichte
Zahlreiche Rugbyvereine in der Region Bigorre konnten in der Vergangenheit Erfolge feiern, doch keiner war finanzkräftig genug, um in der neuen professionellen Ära längerfristig in den beiden obersten Ligen bestehen zu können. Stadoceste Tarbais, der größte Verein und zweifacher französischer Meister, wie auch der FC Lourdes (achtfacher Meister) und Stade Bagnerais (zwei Mal Meisterschaftsfinalist), spielten Ende der 1990er Jahre in Amateurligen.
Ende der Saison 1999/2000 hätte jedoch CA Lannemezan rein sportlich in die zweite Profiliga Rugby Pro D2 aufsteigen können. Die für die Organisation verantwortliche Ligue nationale de rugby verhinderte jedoch den Aufstieg, da sie fürchtete, ein Verein aus einer Stadt mit knapp 6.000 Einwohnern könne niemals wirtschaftlich in der Profiliga überleben. Stadoceste Tarbais, das soeben in die zweite Amateurliga (Fédérale 2) aufgestiegen war, bot CA Lannemezan an, gemeinsam eine Profimannschaft zu bilden, die mittelfristig in der Lage sein sollte, in die Top 14 aufzusteigen. Die Städte Tarbes und Lannemezan sind rund 35 Kilometer voneinander entfernt.
Die Regierung des Départements Hautes-Pyrénées begrüßte dieses Vorhaben, da sie ohnehin nicht gewillt war, mehr als eine Mannschaft zu unterstützen. Dem FC Lourdes und Stade Bagnerais wurde das Angebot gemacht, sich ebenfalls an der neuen Mannschaft zu beteiligen, doch diese Vereine lehnten ab. Der Vorstand von CA Lannemezan lehnte zunächst ebenfalls ab, doch der Vereinspräsident setzte sich durch.
Im August 2000 wurde die Mannschaft Lannemezan Tarbes Hautes-Pyrénées gegründet, die CA Lannemezan in der Rugby Pro D2 ersetzte. Doch schon bald darauf wurde die Partnerschaft zerrüttet. Alle Spiele fanden in Tarbes statt und in Lannemezan fühlte man sich zunehmend hintergangen. Wenig später erfolgte die Umbenennung in Tarbes Pyrénées Rugby, was 2003 zum endgültigen Bruch mit Lannemezan führte. CA Lannemezan begann in der Féderale 3 wieder von vorne und spielt in der Saison 2021/22 in der Fédérale 1.